# トニ・ガルデマイスター
トニ・ガルデマイスター（Toni Gardemeister 1975年3月31日-）は、フィンランドのラリードライバー。コウヴォラ生まれ。

## 略歴

### WRCでの活動
1996年に世界ラリー選手権（WRC）に初参加。
1998年はセアトと契約。1999年はセアト・コルドバで5戦に出場。ニュージーランドでは自身初の総合3位を獲得。セアト初の表彰台ともなった。2000年はセアトのナンバー2としてWRCに初のフル参戦。ラリー・モンテカルロで総合4位に入った。
2001年はセアトが撤退したため、プライベーターのプジョー206 WRCでモンテカルロ、スウェーデンの2戦に出場。モンテカルロは5位、スウェーデンは4位に入った。シーズン後半は三菱とスポット契約し、フィンランド、ニュージーランドの2戦に出場。しかしフィンランドではクラッシュ、ニュージーランドでは15位に終わった。

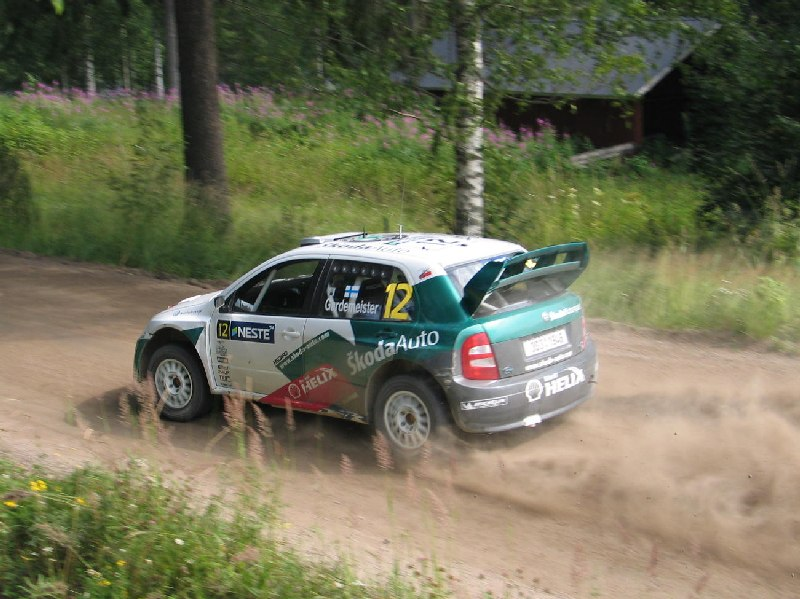
2004フィンランド

2002年はシュコダと契約しワークス復帰を果たす。しかしオクタビアWRCの熟成不足で上位進出が出来ず、この年の最高位はアルゼンチンの5位だった。2003年も引き続きシュコダから出場。シーズン前半のニュージーランドでは総合5位に入る。シーズン後半はファビアWRCで出場するも、苦戦を強いられノーポイントに終わる。
2004年もシュコダから出場するも、予算削減によりヨーロッパラウンドのみに出場した。この年はフィンランドで8位、ドイツは7位に入賞した。
2005年はフォードへ移籍。開幕2戦を終えた時点でドライバーズランキング首位に立った。モンテカルロ、アクロポリス、コルシカで自己最高位の総合2位を獲得する。ドライバーズランキングでは自身最高の4位を得た。
2006年はフォードを放出され、再びプライベーターとしてシーズンを戦った。モンテカルロにはプジョー307 WRCで出場し3位入賞、その後はマシンをクサラWRCに替えアクロポリス、ドイツ、キプロスに出場。プライベーターながらドライバーズタイトル9位に入った。
2007年はMMSP（三菱自動車モータースポーツ）から、モンテカルロ、スウェーデン、ノルウェー、ポルトガル、サルディニアの5戦に出場。ドイツではプライベーターのクサラWRCを駆り出場。7位に入った。

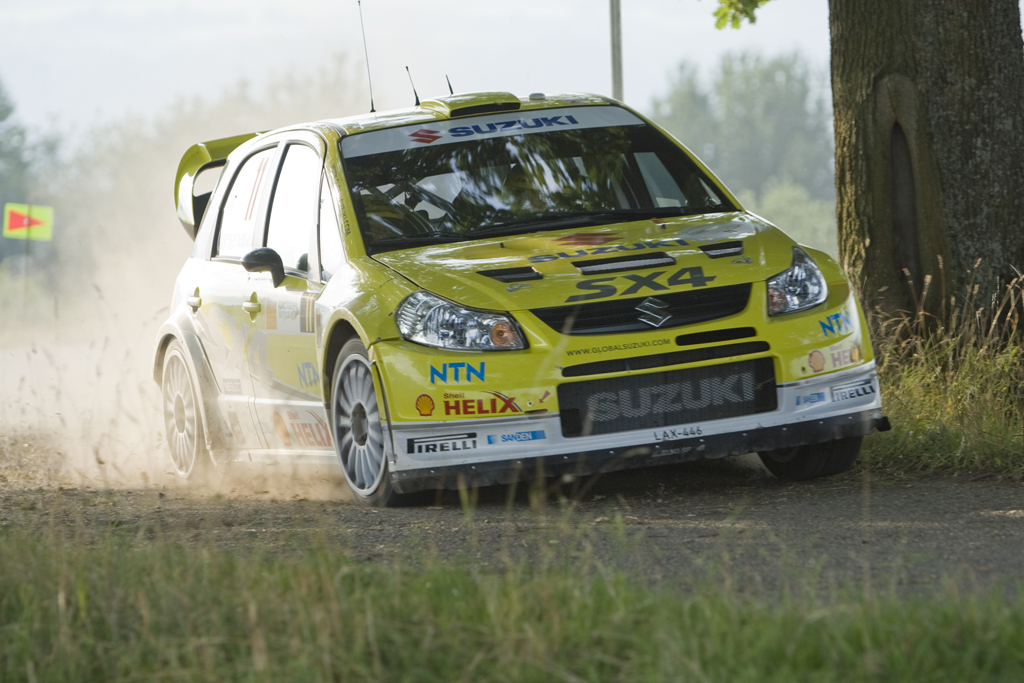
2008ドイツ

2008年にはスズキのワークス・チームであるスズキスポーツに移籍し、SX4でWRCにフル参戦したが、世界的な景気後退の影響を受けスズキが同年限りでWRCでのワークス活動を打ち切ることを決定したため、1年でシートを失った。

### IRC〜現在
2009年はインターコンチネンタル・ラリー・チャレンジ（IRC）を中心に参戦する方針で、ラリー・モンテカルロにはフィアット・プントで参戦したがリタイアに終わった。
2010年も同じくラリー・モンテカルロにフィアット・プントで参戦。リタイアに終わる。
2011年は自チーム「TGS Worldwide OU」を設立（TGSはトニ・ガルデマイスター・サービスの略）。シュコダ・ファビアS2000を購入してIRCに参戦。出場した8戦全てでポイントを獲得しランキング9位に入った。
2012年はハンコックタイヤの支援を失ったためファビアを売却し、三菱車でラリーレイドへ参戦。しかしシルクウェイラリーで骨折の大怪我を負ってしまった。
回復後はファビアのラリーカー（R5、R5EVO、Rally2）を用いてTGSのチーム運営をしている。テーム・スニネン、ポンタス・ティデマンド、カッレ・ロバンペラはTGSの卒業生である。